# Садако Сасакі
Садако Сасакі  (яп. 佐々木禎子, ささき さだこ; 7 січня 1943 — 25 жовтня 1955) — японська дівчинка, мешканка Хіросіми, що стала жертвою ядерного бомбардування 1945 року. Один із символів Хіросімської трагедії. Померла від лейкозу у 12-річному віці. Перед смертю склала з паперу понад тисячу журавликів, сподіваючись одужати. Прожила 4675 днів.

## Біографія
Садако Сасакі народилася 7 січня 1943 року у кварталі Кусунокі міста Хіросіма. Її батько Сасакі Шіґео був перукарем. Невдовзі після народження дівчинки його забрали на фронт, тому перукарнею стала опікуватися матір.
6 серпня 1945 року американська авіація скинула ядерну бомбу на Хіросіму. 2-річна Садако перебувала з мамою вдома, за 1,7 км від епіцентру вибуху. Ударна хвиля викинула дівчинку надвір, але поранень не завдала. В околицях спалахнули пожежі, тому Садако разом з матір'ю побігла до річки. Того дня вони переховувалися в районі мосту Місаса. Під вечір дівчинку облив радіаційний «чорний дощ».
Дім Сасакі повністю згорів, тому в жовтні сім'я перебралася до родичів у місцевості Мійоші на півночі префектури. 1947 року, повернувшись до Хіросіми, батьки Садако відкрили нову перукарню і почали налагоджувати життя. Наступного року дівчинку віддали до початкової школи району Ноборімачі, в центрі міста.
1954 рік був останнім роком навчання Садако. На осінніх шкільних змаганнях вона подолала дистанцію на 50 м за 7,5 секунд і вивела свій клас у лідери змагання. В майбутньому дівчинка мріяла стати викладачем фізкультури.
У листопаді 1954 року Садако захворіла на легку застуду. Одночасно на шиї та за вухами дівчинки з'явилися пухлини. Поступово вони збільшились, а застуджене обличчя сильно набрякло. Після настання нового 1955 року батьки стали водити Садако до лікарні, але пухлини не зникали. Наприкінці січня ліва нога дівчинки покрилася фіолетовими плямами. Після детальних аналізів виявилося, що у Садако лейкоз. 18 лютого лікарі повідомили батьку, що вона проживе максимум рік і її потрібно госпіталізувати. Він відмовився вірити в це і пояснив доньці, що треба лягти до лікарні для лікування пухлин. 21 лютого дівчину госпіталізували до Хіросімської лікарні Червоного хреста.
Коли однокласники Садако дізналися, що їхня подруга потрапила до шпиталю, вони почали відвідувати її по черзі. Дівчинка не змогла прийти на випускний, тому батько отримав замість неї атестат про закінчення початкової школи. Садако разом з однолітками була переведена до середньої школи, але не мала можливості відвідувати заняття.
На початку серпня, завдяки лікам, пухлини на шиї дівчинки зменшилися, а вона сама стала краще почуватися. Проте фіолетові плями на ногах продовжували з'являтися.
3 серпня з Наґої до Хіросімської лікарні надіслали кольорових паперових журавликів з побажаннями одужання. Вражені пацієнти, включно із Садако, почали виготовляти їх самотужки. За народними віруваннями бажання того, хто склав понад тисячу паперових пташок, мало виповнитися, тому дівчинка, молячись про зцілення, заходилися їх майструвати.
6 серпня 1955 року Садако отримала дозвіл з лікарні та разом з родиною вирушила на Церемонію вшанування загиблих від ядерного бомбардування в Хіросімському парку миру. Проте по дорозі в неї раптово пішла кров з ясен і її повернули назад до лікарні.
До кінця серпня Садако склала понад тисячу журавликів, які були підвішені на нитках до стелі палати. Дівчинка не зупинялася і виготовляла фігурки далі, вірячи що одужає. Наприкінці вересня в неї тричі відбувалося різке підвищення лейкоцитів у крові. В середині ліва нога Садако розпухла в півтора раза, через що вона перестала ходити. Постійний біль не давав дівчинці заснути.
Вранці 25 жовтня 1955 року сім'я Сасакі зібралася на виклик лікарів в палаті Садако. Знесилена дівчинка попрохала принести їй зварений в чаї рис. Скуштувавши одну ложку, вона промовила «Смачно!» і заплющила очі. Це були останні слова Садако. Вона померла на руках своїх батьків. Дівчинку поховали на наступний день в буддистському монастирі Шінкоджі міста Хіросіма.
Про дівчинку згадується в історичному романі Садако і Тисячі паперових журавлів, що є історією про оріґамі, паперового журавля та сенбадзуру.

## Родина
- Батько — Сасакі Шіґео[5]
- Брат — Сасакі Масахіро[6]